# Mark Andrews (Wrestler)
Mark Andrews (* 25. Januar 1992 in Cardiff, Wales) ist ein walisischer Wrestler. Er stand zuletzt bei der WWE unter Vertrag und trat regelmäßig in deren Show NXT UK auf. Sein bislang größter Erfolg war der Erhalt der NXT UK Tag Team Championship.

## Wrestling-Karriere

### Free Agent (2006–2016)
Andrews begann mit dem Wrestling Training im Alter von 13 Jahren. Für NWA Wales gab Andrews sein Wrestling-Debüt und trat 2006 in einer Battle Royal auf. Kurz darauf begann Andrews mit einer Maske, unter dem Namen The Lightning Kid zu kämpfen. Sein erster Kampf außerhalb von Wales war 2007 beim Holbrooks Festival in Coventry, wo er seinen langjährigen Freund Pete Dunne kennenlernte. Im Januar 2008 trat Andrews zum ersten Mal International auf, als er nach Madrid flog, um für die La Super Wrestling Alliance anzutreten. Im Jahr 2009 begann Andrews erstmals, sich mit der unabhängigen Wrestlingszene Großbritanniens vertraut zu machen und trat für British Championship Wrestling und Premier British Wrestling auf.
Im Jahr 2010 trat Andrews regelmäßig für Triple X Wrestling in Coventry auf. Bei Attack! Pro Wrestling engagierte sich Andrews, weiterhin stark in der kreativen Ausrichtung der Organisation. Während seiner Zeit bei Attack, gewann er fünf Mal den 24/7 Championship und einmal zusammen mit Nixon Newell den Tag Team Championship. Neben seiner Reisen durch die USA und Großbritannien, trat er auch in Deutschland bei Westside Xtreme Wrestling auf. Während seiner Zeit als Free Agent, absolvierte er auch Kämpfe für Total Nonstop Action Wrestling, Progress Wrestling und Chikara.

### World Wrestling Entertainment (2017–2022)
Am 5. Januar 2017 wurde Andrews im Rahmen des WWE United Kingdom Championship Tournament bekannt gegeben. Er kam bis zum Halbfinale, wurde dann jedoch von Pete Dunne besiegt. Am 7. November 2017 tat sich Andrews mit Cedric Alexander zusammen und besiegte Joseph Conners und James Drake bei 205 Live zusammen. In der Ausgabe von 205 Live vom 6. Februar 2018, gab Andrews seine Teilnahme am WWE Cruiserweight Championship Tournament bekannt, bei dem er Akira Tozawa in der ersten Runde besiegte. Andrews verlor jedoch in der zweiten Runde am 6. März 2018 gegen Drew Gulak.
Am 17. Oktober, in der ersten Folge von NXT UK, wurde Andrews von Joe Coffey besiegt und nach dem Match von Joe und Mark Coffey angegriffen, bis Morgan Webster den Save machte. Am 29. Oktober 2018 besiegte Andrews Wolfgang. Am 31. August 2019 gewann er und Morgan Webster die NXT UK Tag Team Championship, hierfür besiegten sie Grizzled Young Veterans James Drake und Zack Gibson. Die Regentschaft hielt 34 Tage und verloren die Titel am 4. Oktober 2019 an Gallus Mark Coffey und Wolfgang. Am 18. August 2022 wurde bekannt gegeben, dass er von der WWE entlassen wurde.

## Titel und Auszeichnungen
- World Wrestling Entertainment
  - NXT UK Tag Team Championship (1×) mit Morgan Webster

- Attack! Pro Wrestling
  - Attack! 24:7 Championship (5×)
  - Attack! Tag Team Trophy Championship (1×) mit Nixon Newell
  - Elder Stein Invitational (2011)

- Celtic Wrestling
  - CW Tag Team Championship (1×) mit Tommy Dean
  - Halloween Tournament (2008)

- Chikara
  - Rey de Voladores (2015)

- Combat Sports Federation
  - CSF All-Nations Heavyweight Championship (1×)

- Dragon Pro Wrestling
  - All Wales Championship (1×)

- Fight! Nation Wrestling
  - FNW British Championship (1×)

- Progress Wrestling
  - Progress World Championship (1×)
  - Progress Tag Team Championship (1×) mit Eddie Dennis
  - Natural Progression Series (2013)
  - Thunderbastard (2017)

- Pro Wrestling Illustrated
  - Nummer 165 der Top 500 Wrestler in der PWI 500 in 2016